# Njemačka tijara
Njemačka tijara je papinska tijara koju je dobio papa Lav XIII., od Wilhelma I., u čast zlatnog jubileja njegovog zaređenja za svećenika. 
Papa Lav XIII. je rjeđe nosio ovu tijaru od ostalih. 1903. je procijenjena na 750.000 dolara.